# Шукуров, Рустам Мухаммадович
Руста́м Мухамма́дович Шуку́ров (род. 12 октября 1961, Душанбе) — российский историк-византинист, иранист, тюрколог. Доктор исторических наук, профессор кафедры истории средних веков исторического факультета МГУ, ведущий научный сотрудник Лаборатории по изучению стран Причерноморья и Византии в средние века исторического факультета МГУ. Член международной научной организации «Общество центрально-евразийских исследований» (Гарвард, США).

## Биография
Родился в 1961 году в Душанбе. Младший сын Мухаммаджона Шакури (Мухаммада Шукурова, 1925—2012), советского и таджикского филолога, языковеда и литературного критика, знатока таджикской литературы и языка, одной из самых заметных и влиятельных фигур в иранистике XX века. Мать, Клавдия Васильевна Луканина (1922—2011), преподаватель математики в школе. Дед по отцовской линии, Шарифджон Махдуми Садри Зиё (1867—1932), принадлежал к числу выдающихся интеллектуалов Бухарского эмирата (с 1868 г. под протекторатом Российской империи), исполнял обязанности кади, после Февральской революции в течение короткого времени был Верховным судьей эмирата, до 1924 года занимал различные должности в Бухарской народной советской республике; скончался в тюрьме НКВД. Садри Зиё оставил обширное литературное наследие, в том числе дневник, перевод которого на английский язык, подготовленный Р. М. Шукуровым и прокомментированный Мухаммаджоном Шакури, издан под редакцией Эдварда А. Оллварта в 2004 г.
Р. М. Шукуров рос двуязычным ребёнком. До 16 лет жил в Таджикистане. Затем переехал в Москву и по окончании школы поступил на исторический факультет МГУ, который окончил в 1984 году. По словам Р. М. Шукурова, стремление применить на практике знание азиатской культуры изнутри уже на втором курсе университета обусловило его интерес к мусульмано-христианским отношениям. По совету своего научного руководителя, Сергея Павловича Карпова (впоследствии заведующего кафедрой истории средних веков и декана исторического факультета, академика РАН) изучал историю мусульмано-христианского взаимодействия в Византии. С 1984 г. обучался в аспирантуре исторического факультета и в 1990 году защитил кандидатскую диссертацию на тему «Трапезундская империя и Восток (1204—1461)». С 1991 года работает на кафедре истории средних веков исторического факультета МГУ и в Лаборатории по изучению стран Причерноморья и Византии в средние века.

## Деятельность

### Научно-исследовательская деятельность.
Область научных интересов Р. М. Шукурова — история и культура Византии в её взаимосвязи с тюркским и иранским миром, проблемы конфессионального и этнического взаимодействия. Р. М. Шукуров внёс значительный вклад в формировании востоковедческого направления в современной византинистике. Особое внимание Р. М. Шукуров уделяет исследованию феномена византийской идентичности и формулам самоидентификации тюркских и иранских народов в рамках византийской традиции, проблемам межцивилизационных отношений и парадигмам их реализации на почве империи, изучению византийской культурной памяти. В 2012 году защитил докторскую диссертацию по теме «Тюрки в византийском мире в XIII—XV вв». Автор трудов «Великие Комнины и Восток», «The Byzantine Turks» и «Тюрки в византийском мире».
Р. М. Шукурову также принадлежат труды о суфийской литературе в средневековом Иране, об истории ислама, истории и культуре Средней Азии в XIX—XX веках. В соавторстве с Шарифом Мухаммадовичем Шукуровым написаны книги о народах Центральной Азии «Peuples d’Asie Centrale», «Центральная Азия — опыт истории духа» и другие.
Р. М. Шукуров сотрудничает с мировыми центрами византиноведения и иранистики (исследовательская работа в Британской академии наук (1995, 1996), парижском Доме наук о человеке (2001, 2002, 2012, 2014), университете Анкары (2019), Центре по изучению цивилизаций Малой Азии университета Коч в Стамбуле (2018), в Центре византийских исследований в Думбартон-Окс (2004—2005, 2015), в проекте Австрийской Академии Наук (2019—2021) и др.), читает лекции по истории Византии и ислама в университетах и научных центрах за рубежом (США, Великобритания, Франция, Германия, Италия, Венгрия, Турция, Казахстан, Австрия и др.), выступает с докладами на мировых профессиональных площадках (Сорбонна, Метрополитен Музеум, ANAMED (Istanbul), BOO (Mainz/Frankfurt), IMAFO (Вена) и др.), является членом программных комитетов Международного Конгресса Византинистов, Международного Симпозиума в Трапезунде и др. Научное сотрудничество и многолетняя дружба связала судьбы Р. М. Шукурова и Э. Брайера, М. Баливе, Н. Гарсоян, И. Шевченко, Д. Оболенского, Э. Патлажан, А. Лайу, С.Редфорда, К. Рапп, Э. Пиккока, К. Фосса, А. Эффенбергера и многих других ученых. Работает с текстами на древне- и среднегреческом, персидском, арабском, тюркских, латинском, южнославянских и картвельских языках, изучает рукописную византийскую и азиатскую традиции.

### Преподавательская и просветительская деятельность.
В 1994 году в соавторстве с М. А. Бойцовым написал экспериментальный учебник по истории средних веков для 7 класса средней школы (МИРОС). Учебник стал популярен в российских гимназиях и специализированных школах, некоторые темы, впервые введенные в нём, и методические принципы организации материала позже вошли в образовательные стандарты для средних учебных заведений РФ. В 1994, 1995 и 1998 годах учебник переиздавался с грифом Министерства образования РФ. В 2019 году было подготовлено новое издание для 6 класса. Ещё большее число переизданий выдержал сокращенный вариант учебника, опубликованный издательством «Русское слово». Продолжением этой работы стало сотрудничество Р. М. Шукурова с О. В. Дмитриевой и Л. А. Пименовой и выход в свет в 1997 году их экспериментального учебника «От Средневековья к Новому времени». Р. М. Шукуров выступает с просветительскими лекциями о Византии, Средневековье и Средиземноморье в СМИ. Важное место в преподавательской деятельности Р. М. Шукурова на кафедре истории средних веков исторического факультета МГУ занимает научно-учебный семинар «Актуальные проблемы изучения Византии», в котором проходят исследовательскую подготовку студенты и аспиранты, специализирующиеся в области медиевистики и византинистики. Читает общий курс по истории средних веков в Институте стран Азии и Африки МГУ.

### Экспертно-научная деятельность.
Сотрудник Государственного музея Востока. Член Федерального реестра экспертов научно-технической сферы Министерства образования и науки Российской Федерации (до 2019), НИНЭ имени П. М. Третьякова и Национальной Ассоциации оружейных экспертов. Эксперт по атрибуции произведений искусства, чтец арабских, персидских и арабографичных надписей на вещах Средневековья и Нового времени. В соавторстве с главным хранителем музея Востока Н. В. Сазоновой в 2015 г. написана книга об иранских лаках в собраниях музея.

### Научно-организационная деятельность.
Член редколлегии «Византийского временника». Основатель и организатор международного научного проекта «Sol Invictus», посвященного взаимодействию культур и религий в пространстве Средиземноморья (2016). Составитель знаковых в отечественной медиевистике сборников «Чужое: опыты преодоления» и «Море и берега».

### Премии
Лауреат премии имени М. В. Ломоносова за вклад в развитие отечественной исторической науки (2016).

## Основные работы
Автор более 150 работ, в том числе по социальной антропологии Византии, по проблемам взаимодействия византийцев и тюркских народов, этническим процессам в средневековых обществах, эволюции культуры христианских и мусульманских обществ, современной истории Средней Азии.

### Монографии
- Choukourov Ch., Choukourov R. Peuples d’Asie Centrale / trad. A. Garcia, Y. Gauthier. — Paris: Syros, 1994. — 230 p. — ISBN 2-84146-027-4.
- Шукуров Р. М., Шукуров Ш. М. Центральная Азия: Опыт истории духа — М.: Панорама, 1996. — 160 с.; 2-е издание, дополненное. — М., 2001. — 256 с.
- Шукуров Р. М. Великие Комнины и Восток (1204—1461). / под ред. С. П. Карпова. — СПб.: Алетейя, 2001. — 446 с. — (Византийская библиотека: Исследования). — ISBN 5-89329-337-1;
- Shukurov R. The Byzantine Turks, 1204—1461. — Leiden, Boston: Brill Academic Publishers, 2016. — 528 p. — (The Medieval Mediterranean: Peoples, Economies and Cultures, 400—1500). — ISBN 9789004305120, ISBN 9789004307759; doi:10.1163/9789004307759;
- Шукуров Р. М. Тюрки в византийском мире (1204—1461). — М.: Издательство Московского университета, 2017. — (Труды исторического факультета МГУ. Вып. 74; Серия II: «Исторические исследования»: 33). — 631 с. — ISBN 978-5-19-011131-6;
- Сазонова Н. В., Шукуров Р. М. Иранские лаки в собрании Государственного музея Востока. Каталог коллекции. — М.: Государственный Музей Востока, 2015. — 367 с.
- Шукуров Р. М., Шукуров Ш. М. Asiyai Markazi. Daramadi bar ruhiyyati mardum. — Markazi asnad wa ta’rikhi diplumasi Tehran, 2008. — 245 S.

### Переводы источников
- Muḥammad Sharīf-i Ṣadr-i Ziya The Personal History of a Bukharan Intellectual: The Diary of Muḥammad Sharīf-i Ṣadr-i Ziya / Transl. from the Original Manuscript R. Shukurov; with an Introd. Study and Comment. M. Shakuri (Shukurov) / ed. E. A. Allworth, Sh. Tadjabakhsh. — Leiden, Boston: Brill, 2004. — 407 p. — (Brill’s Inner Asian Library; 9). — ISBN 90-04-13161-2, doi:10.1017/s0021911807001076;
- Михаил Панарет. О Великих Комнинах (Трапезундская хроника) / Пер. и коммент.: С. П. Карпов, Р. М. Шукуров; издание греч. текста: А. М. Крюков. — СПб.: Алетейя, 2019. — 175 с. — (Новая византийская библиотека: Источники). — ISBN 978-5-907115-64-4.

### Сборники под редакцией Р. М. Шукурова
- Чужое: опыты преодоления. Очерки из истории культуры Средиземноморья / Под ред. Р. М. Шукурова. — М.: Алетейя, 1999. — 380 с. — ISBN 5-89321-031-X;
- Море и берега (Mare et litora). К 60-летию С. П. Карпова от коллег и учеников: сборник научных статей / Отв. ред. Р. М. Шукуров. — М.: Индрик, 2009. — 777 с. — ISBN 978-5-91674-028-8.

### Учебники
- Бойцов М. А., Шукуров Р. М. История средних веков: Западная Европа, Византия и ранний ислам: Учебник для 6 класса. — 5-е изд. — Екатеринбург: Артефакт, 2019. — Ч. 1. — 368 с. — ISBN 978-5-907094-38-4.
- Бойцов М. А., Шукуров Р. М. Всеобщая история: История средних веков: Учебник для 6 класса общеобразовательных организаций. — 6-е изд. — М.: Русское слово, 2017. — 264 с. — ISBN 978-5-00-092961-2.
- Дмитриева О. В., Шукуров Р. М., Пименова Л. А. От Средневековья к Новому времени: Экспериментальный учебник для 8 класса. — М.: Мирос, 1997. — 432 с.

### Разделы в коллективных монографиях
- Shukurov R. The Oriental Margins of the Byzantine World: a Prosopographical Perspective // Identities and Allegiances in the Eastern Mediterranean after 1204. — Farnham: Ashgate Publishing Company, 2011. — P. 167—196.
- Shukurov R. Harem Christianity: the Byzantine Identity of Seljuk Princes // The Seljuks of Anatolia: Court and Society in the Medieval Middle East. — London: I.B. Tauris, 2012. — P. 115—150.
- Shukurov R. The Byzantine Classification of the Turks: Archaization or Academic Traditionalism? // Philopation: Spaziergang im kaiserlichen Garten: Schriften über Byzanz und seine Nachbarn: Festschrift für Arne Effenberger zum 70 Geburtstag, ed. Asutay-Effenberger. — Regensburg: Verlag des Romisch-Germanisches Zentralmuseum, 2013. — P. 273—296.
- Шукуров Р. М. От символа к метафоре: христианские иконные образы и мусульманская анатолийская традиция // Образ и символ в иудейской, христианской и мусульманской традиции / Под ред. А. Б. Ковельмана и У. Гершовича. — М.: Индрик, 2015. — С. 175—204.
- Shukurov R. Byzantine Appropriation of the Orient: Notes on its Principles and Patterns // Islam and Christianity in Medieval Anatolia / ed. A.C.S. Peacock[англ.], Bruno de Nicola and Sara Nur Yıldız. — Aldershot: Oxford University Press, 2015. — P. 167—182.
- Shukurov R. Turkic Elites in Constantinople and Trebizond in 1261—1453. Some Comparative Notes // Élites chrétiennes et formes du pouvoir en Méditerranée centrale et orientale. — Paris: Classiques-Garnier, 2017. — P. 193—206.
- Shukurov R. The Image of Rūm in Persian Epics: From Firdawsī to Niẓāmī // Sasanidische Spuren in der Byzantinischen, Kaukasischen und Islamischen Kunst und Kultur / Sasanian Elements in Byzantine, Caucasian and Islamic Art and Culture / ed. Neslihan Asutay-Effenberger, Falko Daim. — Mainz: Verlag des Römisch-Germanischen Zentralmuseums, 2019. — P. 61-73.
- Shukurov R. 15 5. The East: the Turks // History and Culture of Byzantium / ed. Falko Daim. — Leiden: Koninklijke Brill, 2019. — P. 515—516. (Brill’s New Pauly; 10).
- Shukurov R. Grasping the Magnitude: Saljuq Rum between Byzantium and Persia // The Seljuqs and their Successors. Art, Culture and History / ed. Sheila R. Canby, Deniz Beyazit and Martina Rugiadi. — Edinburg: Edinburgh University Press, 2020. — P. 144—160.
- Shukurov R. Barbarlar, hayırseverlik ve bizans misyonizmi // TARİH BOYUNCA ANADOLU’DA HAYIRSEVERLİK / ed. Oğuz Tekin, Christopher H. Roosevelt, Engin Akyürek. — Istanbul-Antalya: Koç Üniversitesi, 2021. — S. 141—152.
- Cilician Armenia in the Perceptions of Adjacent Political Entities (Historical-Philological Essays) / A. A. Bozoyan, Ter-Ghevondian, R. M. Shukurov, G. G. Danielyan. — Yerevan: Gitutyun, 2019. — 282 p.

### Избранные статьи
- Shukurov R. Between Peace and Hostility: Trebizond and the Pontic Turkish Periphery in the 14th Century // Mediterranean Historical Review. — 1994. — London: Routledge — Vol. 9. — P. 20—72.

- Шукуров Р. М. Три жизни одного прорицания // Гуманитарная наука в России: соросовские лауреаты (История, археология, культурная антропология и этнография). — М.: Международный научный фонд, 1996. — С. 168—178.
- Шукуров Р. М. Трапезундский гороскоп 1336/1337 г. и проблема горизонтов жизненного мира // Византийский временник. — 1999. — Т. 58 (83). — С. 47—59.
- Шукуров Р. М. Византийские тюрки: к вопросу об этническом составе Византийской империи в эпоху Палеологов // Византийский временник. — 2009. — Т. 68 (93). — С. 108—134.
- Шукуров Р. М. Гаремное христианство: византийская идентичность анатолийских Сельджуков // Причерноморье в средние века / Ред.: С. П. Карпов. — СПб.: Алетейя, 2011. — Вып. 8. — С. 64—90.
- Шукуров Р. М. Многоязычие в Византии (IV—XV вв.) // Византийский временник. — 2018. — Т. 101. — С. 15—41.

- Шукуров Р. М., Варьяш И. И. Христианский правитель и его мусульманские подданные в Средиземноморье (к постановке проблемы) // Электронный научно-образовательный журнал История. — Т. 10. — № 84 doi:10.18254/S207987840007603-2.
- Шукуров Р. М. Богословская экзегеза на практике: пленники, филантропия и византийский миссионизм // Византийский временник. — 2020. — Т. 104. — С. 13-33.
- Shukurov R. Barbarians, Philanthropy, and Byzantine Missionism // Philanthropy in Anatolia through the Ages: The 1st International Suna & Inan Kıraç Symposium on Mediterranean Civilizations (March 26-29, 2019, Antalya): Proceedings / ed. O. Tekin et al. — Istanbul—Antalya: Koç Üniversitesi, 2021. — S. 141—152.

## Семья
- Дед по отцовской линии — Шарифджон Махдуми Садри Зиё (1867—1932), интеллектуал, литератор, кади.
- Отец — Мухаммаджон Шакури (Мухаммад Шукуров, 1925—2012), филолог, литературовед, критик.
- Мать — Клавдия Васильевна Луканина (1922—2011), преподаватель математики в школе.
- Брат — Шариф Шукуров (р. 1948), историк искусства, специалист по истории и теории искусства Ирана, сотрудник Института востоковедения РАН, профессор РАНХиГС.
- Брат — Анвар Шукуров (р. 1952), астрофизик, профессор Школы математики, статистики и физики Ньюкаслского университета.
- Сын — Оят Шукуров (р. 1989), архитектор и художник, преподаватель (БВШД, МАРШ).